# エドムンド・ボーフォート (第4代サマセット公)

紋章

第4代サマセット公エドムンド・ボーフォート（Edmund Beaufort, 4th Duke of Somerset, 1438年? - 1471年5月4日）は、15世紀イングランドの貴族であり軍人である。薔薇戦争期にはランカスター派の軍司令官であった。第2代サマセット公エドムンド・ボーフォートとウォリック伯リチャード・ド・ビーチャムの娘エレノアの息子であり、1464年に兄ヘンリーの死で公爵になった。

## 生涯
1471年、テュークスベリーの戦いでランカスター派の軍隊を指揮して捕えられ、戦闘の後に処刑された。エドムンドの死によってボーフォート家の男子は途絶え、その後間もなくヘンリー6世が死去したことによって、従妹マーガレット・ボーフォートとその息子で従甥のヘンリー（後のヘンリー7世）だけがランカスター派の最後の指導者として残った。
エドムンドはグロスターシャーのテュークスベリー修道院に、弟ジョンと一緒に埋葬された。
| イングランドの爵位          | イングランドの爵位           | イングランドの爵位 |
| --------------------------- | ---------------------------- | ------------------ |
| 先代 ヘンリー・ボーフォート | サマセット公 1464年 - 1471年 | 次代 消滅          |